# NGC 3534
NGC 3534 é uma galáxia espiral na direção da constelação de Leo. O objeto foi descoberto pelo astrônomo Otto Struve em 1869, usando um telescópio refrator com abertura de 15 polegadas. Devido a sua moderada magnitude aparente (+14,5), é visível apenas com telescópios amadores ou com equipamentos superiores. 